# Jaco van der Westhuyzen
Pour les articles homonymes, voir Van der Westhuyzen.
Pas d'image ? Cliquez ici

a Compétitions nationales et continentales officielles uniquement.

b Matchs officiels uniquement.
Dernière mise à jour le 8 septembre 2018.
Jacobus Nicolaas Boshoff van der Westhuyzen, plus connu comme Jaco Van der Westhuyzen, né le 6 avril 1978 à Nelspruit (Afrique du Sud), est un joueur de rugby à XV sud-africain, évoluant au poste de demi d'ouverture, mais aussi d'arrière ou d'ailier.

## Carrière

### En club
Il a débuté avec les Pumas une équipe du South East Transvaal. 
Il joue avec les Bulls dans le Super 14, une franchise de rugby à XV d'Afrique du Sud basée à Pretoria. Ancienne équipe du Northern Transvaal, les Bulls sont principalement constituée de l'équipe des Blue Bulls (Currie Cup).
Van der Westuyzen joue donc avec les Blue Bulls en Currie Cup.
Puis il tente l'aventure à Leicester avant de rejoindre le Japon. En avril 2006 il signe un nouveau contrat avec les Bulls, ce qui lui permettra de finir la saison du Super 14 avec cette franchise.

### En équipe nationale
Il a effectué son premier test match avec les Springboks le 19 août 2000 à l’occasion d’un match contre l'équipe de Nouvelle-Zélande.
Il a disputé la coupe du monde 2003 (3 matchs comme titulaire).

## Palmarès
- Vainqueur du Tri-nations 2004

- 32 sélections avec les Boks depuis le 19 août 2000
- 51 points marqués (5 essais, 7 transformations, 1 pénalité et 3 drops)
- Sélections par saison : 1 en 2000, 1 en 2001, 7 en 2003, 13 en 2004, 6 en 2005 et 4 en 2006.
- Participation à la coupe du monde 2003 (3 matchs).